# Sansevieria trifasciata
Lưỡi cọp hay hổ vĩ mép lá vàng, lưỡi hổ (danh pháp khoa học: Sansevieria trifasciata) là một loài thực vật có hoa trong họ Măng tây. Loài này được Prain mô tả khoa học đầu tiên năm 1903. Do các cây trong chi Sansevieria bây giờ được nhập vào chi Dracaena cho nên tên chính thức của cây này bây giờ là Dracaena trifasciata.

## Các tên gọi
Ở các nước, cây lưỡi cọp được gọi là lưỡi mẹ chồng/vợ (mother-in-law's tongue), cây rắn (snake plant) vì hình dạng và độ bén của mép lá. Tại Á Âu, nó được gọi là hǔwěilán (虎尾兰, hổ vĩ lan, lan đuôi cọp "tiger's tail orchid") ở Trung Quốc, tora no o (とらのお, "tiger's tail") ở Nhật Bản, paşa kılıcı ("pasha's sword") ở Thổ Nhĩ Kỳ.
Tại Việt Nam, loài này có hai thứ thực vật với hai tên gọi khác nhau:
- Sansevieria trifasciata var. trifasciata với tên gọi lưỡi cọp, hổ vĩ.
- Sansevieria trifasciata var. hahnii với tên gọi lưỡi mèo.

## Các giống cây

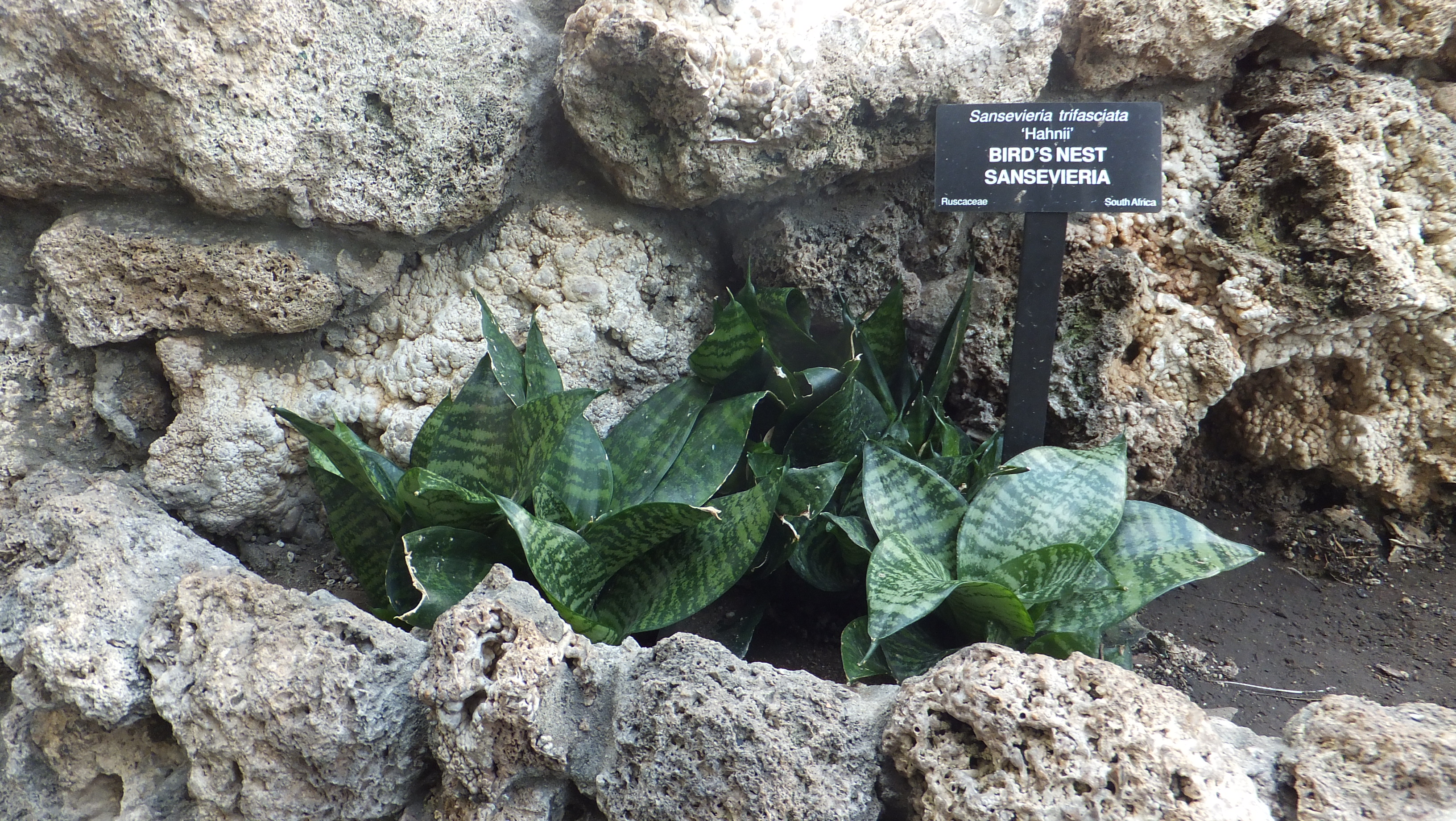
Sansevieria trifasciata 'Hahnii', giống cây lưỡi mèo (lưỡi cọp lùn)

Nhiều giống cây trồng đã được lựa chọn lai tạo cho ra nhiều trạng thái khác nhau về màu sắc (variegation) với sọc (stripe) vàng, bạc hoặc trắng ở mép (margin) lá. Các giống phổ biến như 'Compacta', 'Goldiana', 'Hahnii', 'Laurentii', 'Silbersee', và 'Bạc Hahnii'. Giống lưỡi mèo (lưỡi cọp lùn) danh pháp Sansevieria trifasciata Hahnii được khám phá vào 1939 bởi William W. Smith, Jr. trong the Crescent Nursery Company ở thành phố New Orleans, bang Louisiana. Bằng sáng chế 1941 được cấp cho Sylvan Frank Hahn, Pittsburgh, Pennsylvania.
Cây được nhân giống (propagated) bằng cách cắt hoặc phân tách thân rễ (rhizome, một thân ngầm phát triển liên tục), tuy nhiên cách cắt có nhược điểm sẽ làm mất trạng thái khác nhau về màu sắc (variegation) của cây.
Lưỡi cọp được một số nhà chức trách coi là một loại cỏ dại (weed) tiềm năng ở Úc dù được sử dụng rộng rãi làm cây cảnh ở cả vùng nhiệt đới ngoài trời trồng trong chậu và giá treo vườn (garden beds) và như một cây trong nhà ở các khu vực ôn đới (temperate area).

## Sử dụng

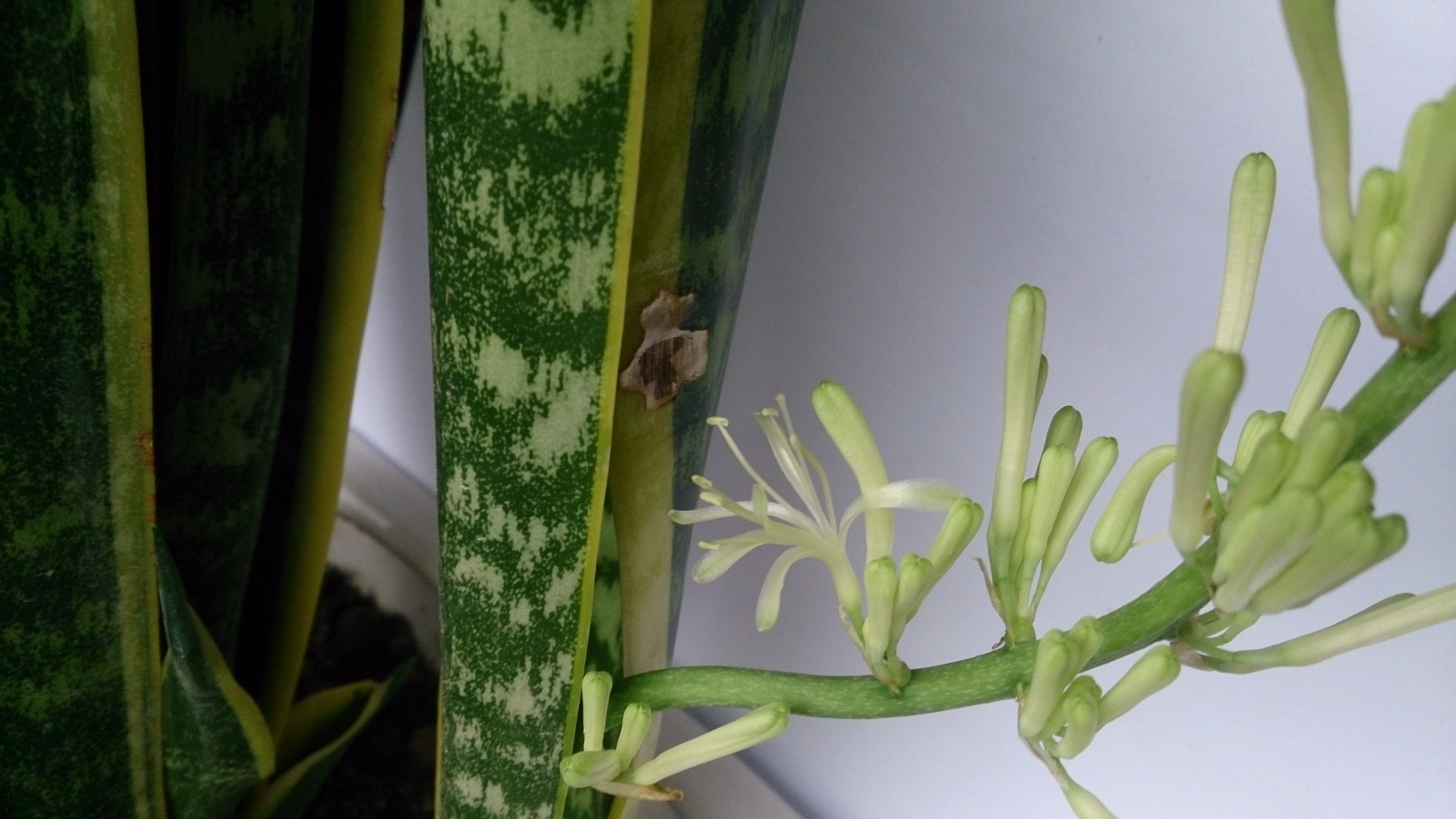
Sansevieria trifasciata với hoa

Cây lưỡi cọp được sử dụng chủ yếu như là một cây cảnh ngoài trời trong khí hậu ấm hơn, và trong nhà như một cây trong nhà (houseplant) trong khí hậu mát mẻ hơn vì có khả năng chịu đựng (tolerant) mức ánh sáng thấp và việc tưới nước bất thường; thậm chí suốt mùa đông cây chỉ cần tưới nước mỗi hai tháng một lần bởi vì cây sẽ bị thối (rot) dễ dàng nếu bị ngập úng nước (overwatered).
Nghiên cứu không khí sạch NASA cho thây cây lưỡi cọp có phẩm chất thanh lọc không khí (air purification qualities), loại bỏ 4 hoặc 5 chất độc chính. Bằng cách sử dụng tiến trình thực vật CAM (crassulacean acid metabolism), lưỡi cọp là một trong những cây có khả năng hấp thu CO2 vào buổi tối.
Như những loài cây khác của chi Sansevieria, cây lưỡi cọp sinh ra cây gai dầu dây cung (bowstring hemp), một cây sợi (fiber crop) khỏe được sử dụng một lần để làm dây cung (bowstring).
Cây có chứa chất độc saponin có thể gây độc nhẹ (mildly toxic) đối với chó và mèo và có thể dẫn đến rối loạn đường tiêu hóa nếu ăn.

## Hình ảnh

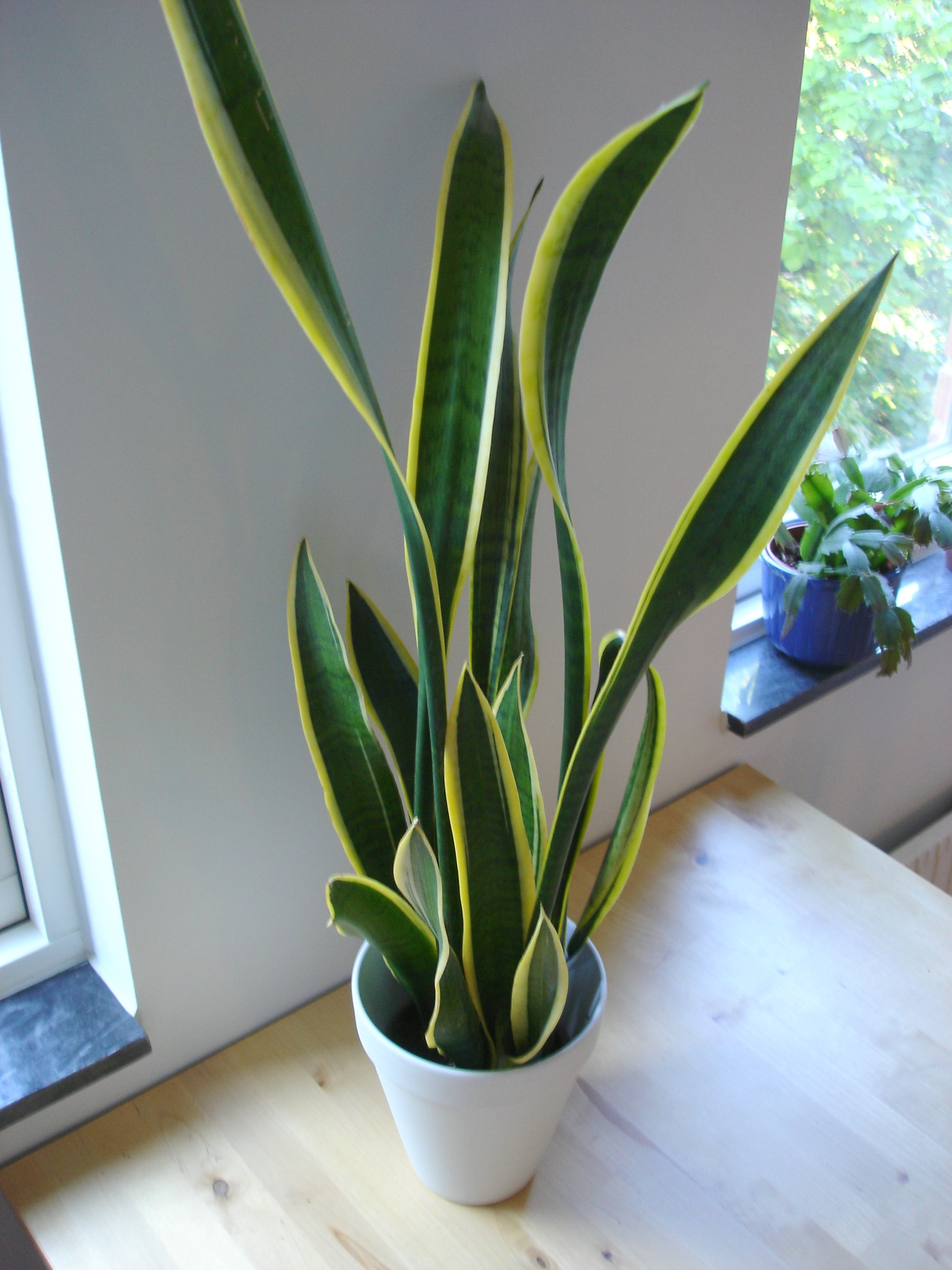
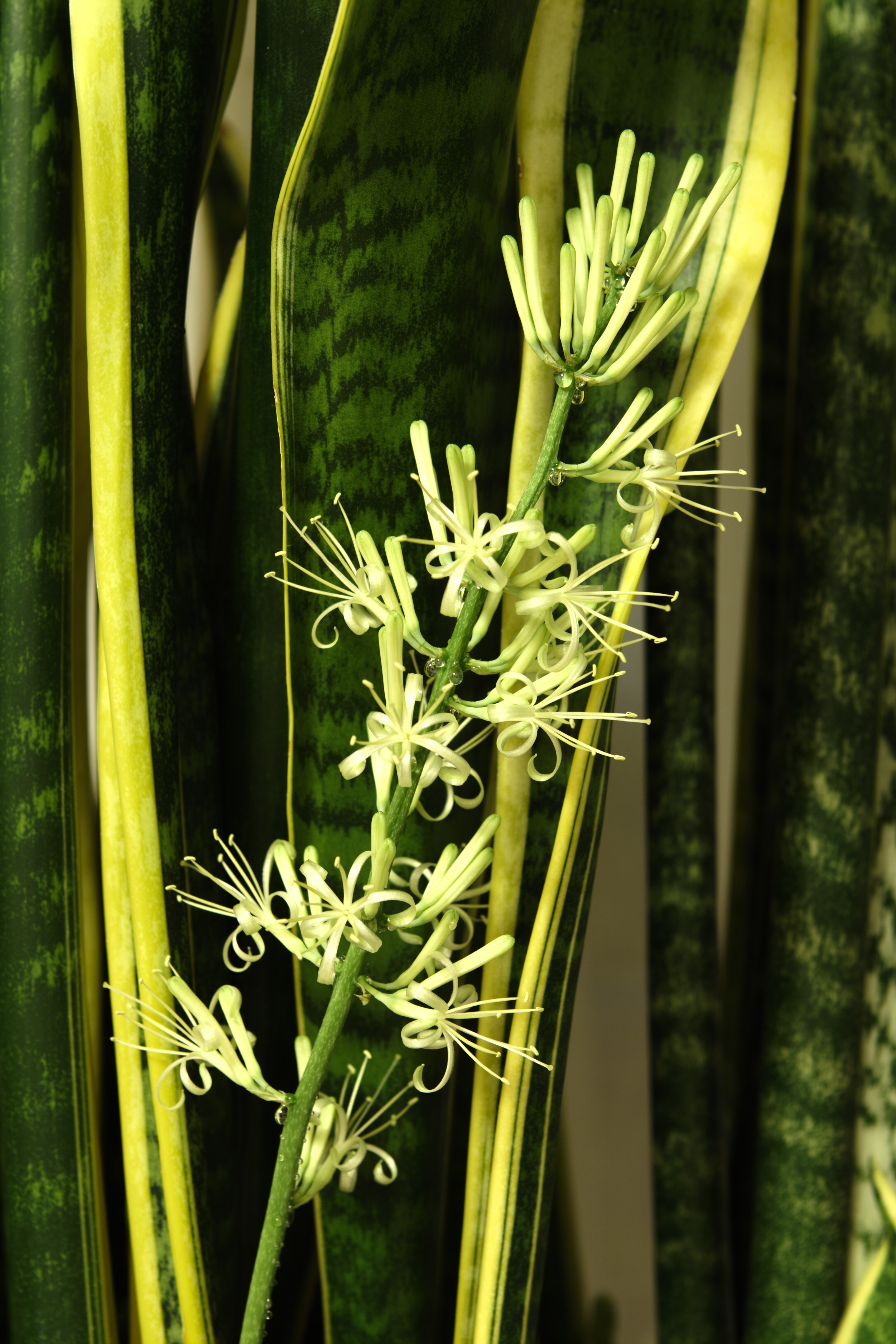
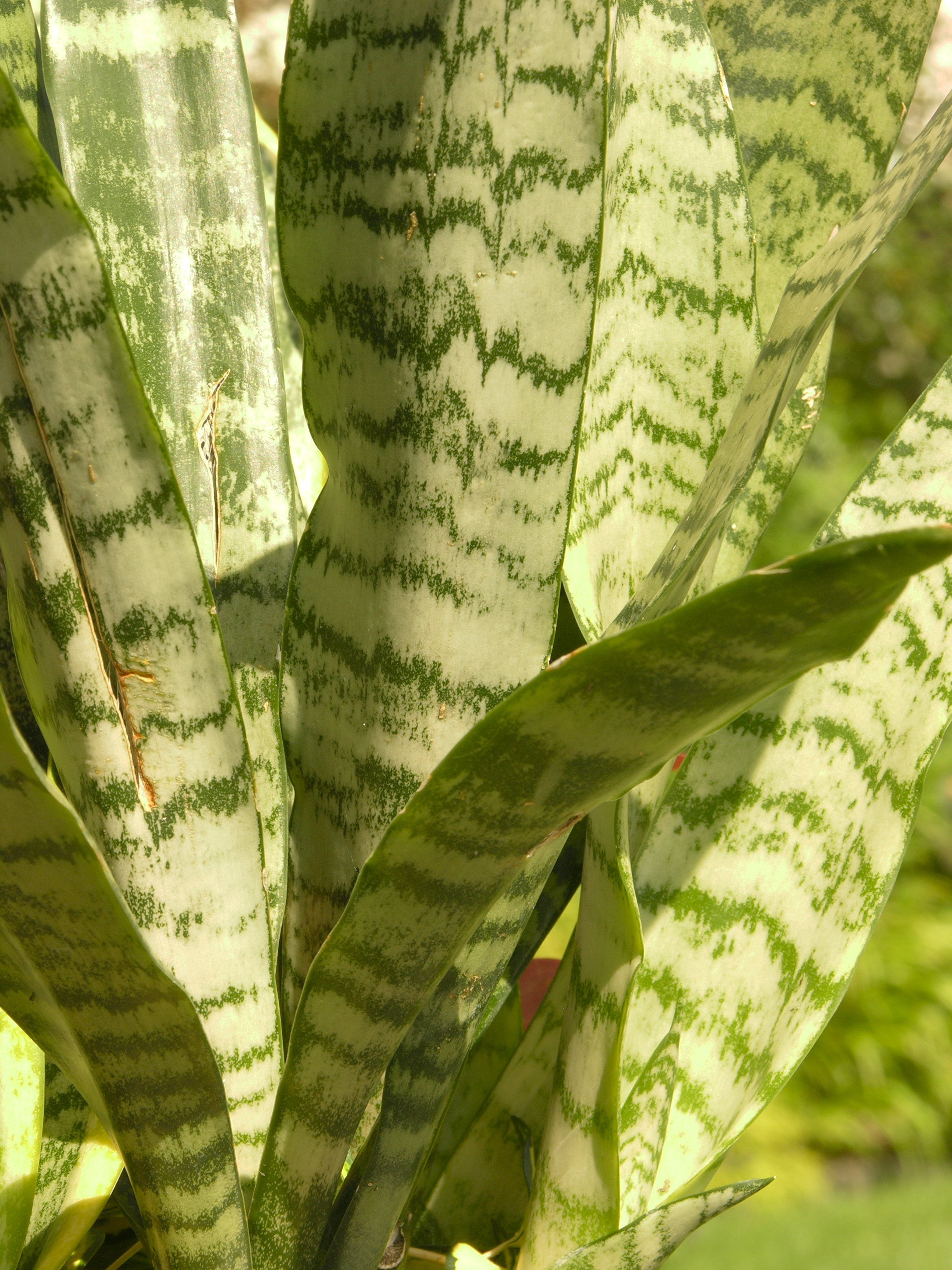
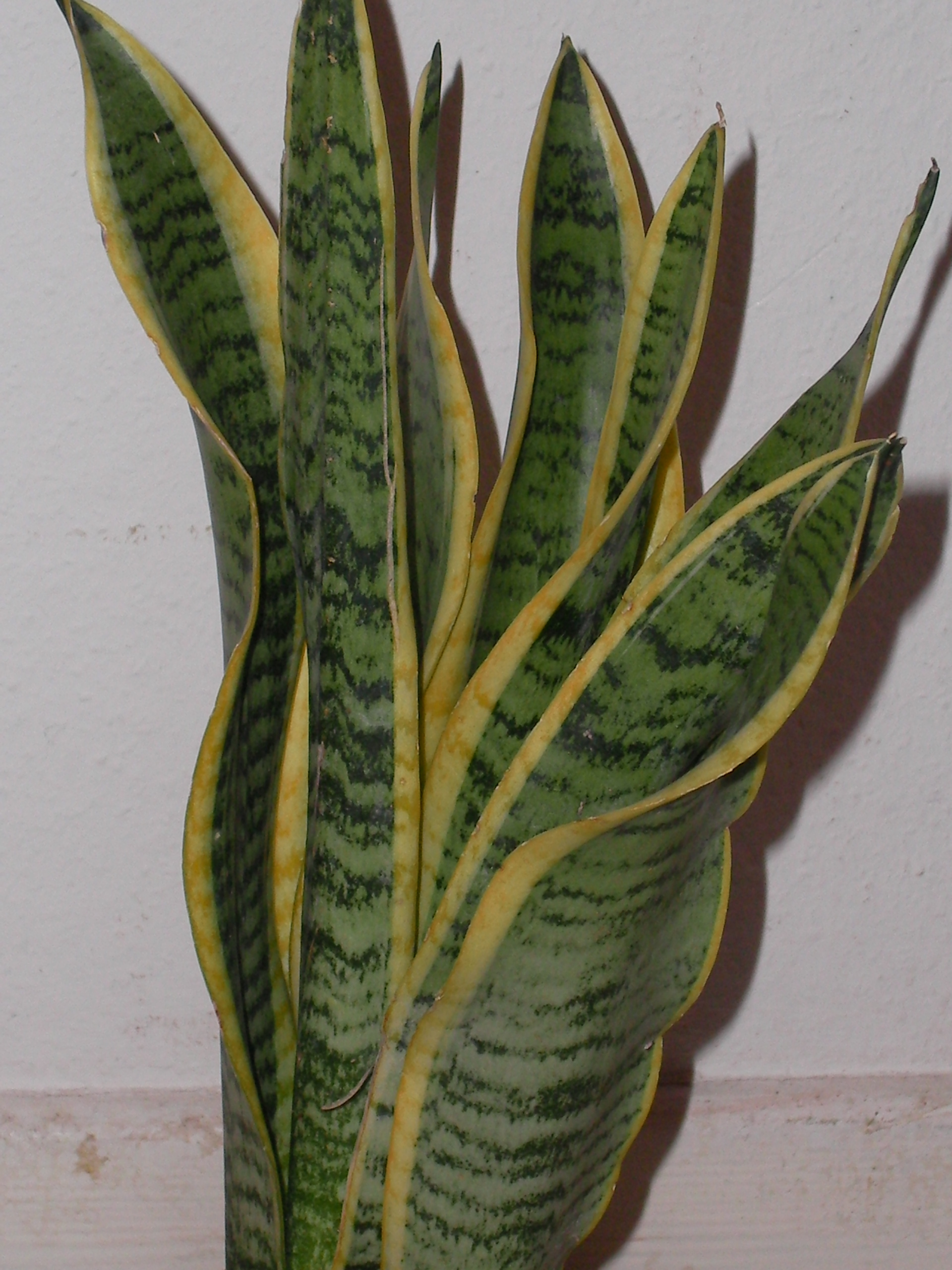